# Krystal Rivers

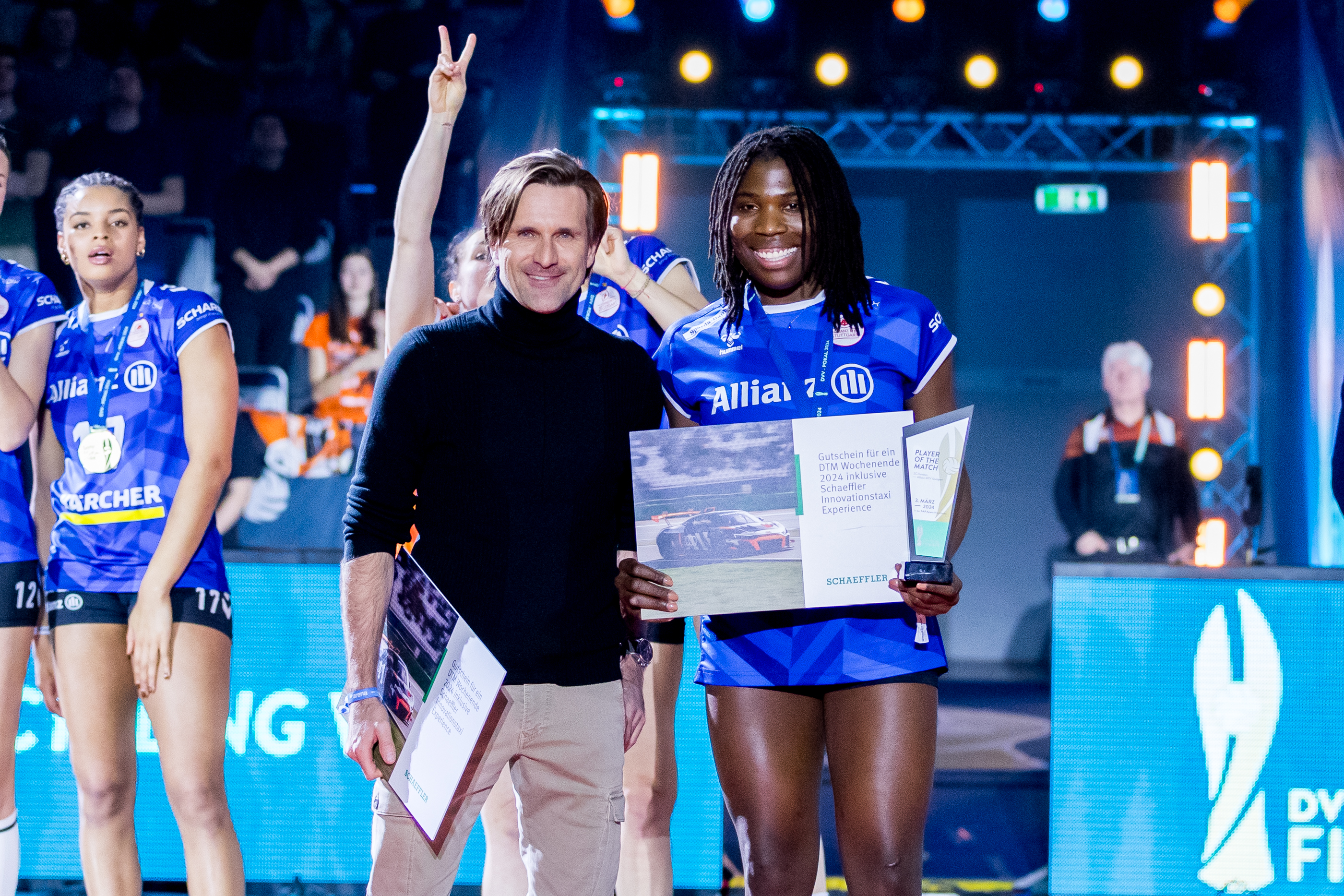
Krystal Rivers MVP finału Pucharu Niemiec (2023/2024)

Krystal Rivers (ur. 23 maja 1994 w Birmingham) – amerykańska siatkarka, reprezentantka kraju, grająca na pozycji atakującej. 
Po ukończonym sezonie 2024/2025 postanowiła zakończyć karierę siatkarską.

## Sukcesy klubowe
Mistrzostwo Francji:
- 2018

Mistrzostwo Niemiec:
- 2019, 2022[4], 2023[5],  2024[6]
- 2021

Puchar Niemiec:
- 2022[7], 2024[8]

Puchar CEV:
- 2022[9]

Superpuchar Niemiec:
- 2023[10], 2024[11]

## Sukcesy reprezentacyjne
Puchar Panamerykański:
- 2018

## Nagrody indywidualne
- 2018: Najlepsza atakująca i punktująca francuskiej Ligue A w sezonie 2017/2018
- 2023: MVP Superpucharu Niemiec
- 2024: MVP finału Pucharu Niemiec